# Chikkahalli, Tumkur
Chikkahalli là một làng thuộc tehsil Tumkur, huyện Tumkur, bang Karnataka, Ấn Độ.